# Tarzan (1966)
Tarzan is een Amerikaanse televisieserie, gebaseerd op het personage Tarzan. Het was de eerste live-actionserie over dit personage. De titelrol werd vertolkt door Ron Ely. De serie liep twee seizoenen, met een totaal van 57 afleveringen en werd uitgezonden op National Broadcasting Company.

## Verhaal
In de serie wordt Tarzan neergezet als een goed onderwezen man. Hij heeft een tijdje in de beschaafde wereld gewoond, maar keert aan het begin van de serie terug naar de jungle omdat hij zich daar meer thuis voelt. In de rest van de serie komt Tarzan oog in oog te staan met verschillende uitdagingen die hij moet zien te overwinnen.
In de serie worden veel elementen overgenomen uit de oude MGM-Tarzan-films, zoals de chimpansee Cheeta, maar Tarzan moet het nu stellen zonder zijn grote liefde Jane.

## Productie
Mike Henry, die in de jaren 60 beroemd werd met een paar Tarzanfilms, zou eigenlijk de titelrol gaan vertolken. Hij kreeg echter onenigheid met de producenten. Ron Ely, die eigenlijk een dubbelganger van Tarzan moest spelen in een van de afleveringen, kreeg nu de hoofdrol.
Net als Jock Mahoney stond Ely erop dat hij zijn eigen stunts mocht uitvoeren. Hij was echter geen professionele stuntman, en liep tijdens de opnames dan ook regelmatig verwondingen op.
Vanwege vertragingen in de productie verhuisde producent Sy Weintraub de opnames van Brazilië naar de Churubusco-studio in Mexico.
In september 1966 verschenen de voormalige Tarzan-acteurs James Pierce (1927), Johnny Weissmuller (1932 - 1948), en Jock Mahoney (1962-1963) samen met Ron Ely in een promotiecampagne voor de serie. Weissmuller kreeg een rol aangeboden in de serie als Tarzans vader, maar dit idee kwam niet van de grond.
Ely maakte zijn regiedebuut met de aflevering Hotel Hurricane, die in feite een herbewerking was van de film noir-klassieker Key Largo uit 1948.

## Cast
- Tarzan .... Ron Ely
- Jai .... Manuel Padilla Jr.
- Jason Flood .... Alan Caillou
- Tao .... Rockne Tarkington

De volgende acteurs deden meerder malen in de serie mee, maar in verschillende rollen: Jock Mahoney, Woody Strode, Rockne Tarkington, William Marshall, George Murdock, Robert J. Wilke, Gene Evans, Michael Whitney, Jill Donohue, Strother Martin, Bernie Hamilton, Michael Pate, Lloyd Haynes, Barbara Bouchet, Harry Lauter, Simon Oakland, John Anderson, James Earl Jones, Robert DoQui, Geoffrey Holder, Gregg Palmer, Jacques Aubuchon

## Afleveringen
| Seizoen 1 (1966–1967) 1. "Eyes of the Lion" 2. "The Ultimate Weapon" 3. "Leopard on the Loose" 4. "A Life for a Life" 5. "The Prisoner" 6. "The Three Faces of Death" 7. "The Prodigal Puma" 8. "The Deadly Silence, Part 1" 9. "The Deadly Silence, Part 2" 10. "The Figurehead" 11. "Village of Fire" 12. "The Day of the Golden Lion" 13. "Pearls of Tanga" 14. "The End of the River" 15. "The Ultimate Duel" 16. "The Fire People" 17. "Track of the Dinosaur" 18. "The Day the Earth Trembled" 19. "Cap’n Jai" 20. "A Pride of Assassins" 21. "The Golden Runaway" 22. "Basil of the Bulge" 23. "Mask of Rona" 24. "To Steal the Rising Sun" 25. "Jungle Dragnet" 26. "The Perils of Charity Jones, Part 1" 27. "The Perils of Charity Jones, Part 2" 28. "The Circus" 29. "The Ultimatum" 30. "Algie B. for Brave" 31. "Man Killer" |  | Seizoen twee (1967–1968) 1. "Tiger, Tiger" 2. "Voice of the Elephant" 3. "Thief Catcher" 4. "The Blue Stone of Heaven, Part 1" 5. "The Blue Stone of Heaven, Part 2" 6. "Maguma Curse" 7. "The Fanatics" 8. "The Last of the Superman" 9. "Hotel Hurricane" 10. "The Pride of a Lioness" 11. "Mountains of the Moon, Part 1" 12. "Mountains of the Moon, Part 2" 13. "Jai’s Amnesia" 14. "Creeping Giants" 15. "The Professional" 16. "The Convert" 17. "King of the Dwsari" 18. "A Gun for Jai" 19. "Trek to Terror" 20. "End of a Challenge" 21. "Jungle Ransom" 22. "Four O’Clock Army, Part 1" 23. "Four O’Clock Army, Part 2" 24. "Rendezous for Revenge" 25. "Alex the Great" 26. "Trina" |

## Films
Meerdere tweedelige afleveringen werden later samengevoegd tot films:
- "The Deadly Silence" werd bewerkt tot Tarzan’s Deadly Silence in juli 1970
- "The Four O’Clock Army" werd bewerkt tot Tarzan and the Four O’clock War in maart 1968
- "The Blue Stone of Heaven" werd bewerkt tot Tarzan’s Jungle Rebellion in 1967.
- "The Perils of Charity Jones" werd bewerkt tot Tarzan and the Perils of Charity Jones in oktober 1971.